# Raïon de Kotchkourovo
Le raïon de Kotchkourovo (en russe : Кочку́ровский райо́н, en erzya : Кочкурбуе, Kočkurbuje, en moksha : Кочкуровань аймак, Kočkurovań ajmak) est un raïon de la république de Mordovie, en Russie. Son siège administratif est le bourg de Kotchkourovo.

## Géographie
D'une superficie de 816,46 km2, le raïon de Kotchkourovo est situé au sud-est de la république de Mordovie .
Il borde l'oblast d'Oulianovsk à l'est, l'oblast de Penza au sud, le raïon de Rouzaïevo et le territoire rattaché à la ville de Saransk à l'ouest, le raïon de  Liambir et le raïon de Bolchie Berezniki au nord-est.
En 2010, 92,14 % de la population étaient des Ersas, 3,77 % étaient des Russes et 3,04 % étaient des Tatars.

## Économie
Le raïon est principalement agricole et agroalimentaire.

## Démographie
La population du raïon de Kotchkourovo a évolué comme suit:
| 1970   | 1979   | 1989   | 2002   | 2005   |
| ------ | ------ | ------ | ------ | ------ |
| 27 475 | 20 242 | 13 852 | 11 829 | 11 442 |

| 2009   | 2011   | 2015   | 2020  | - |
| ------ | ------ | ------ | ----- | - |
| 10 772 | 10 757 | 10 292 | 9 611 | - |

## Galerie

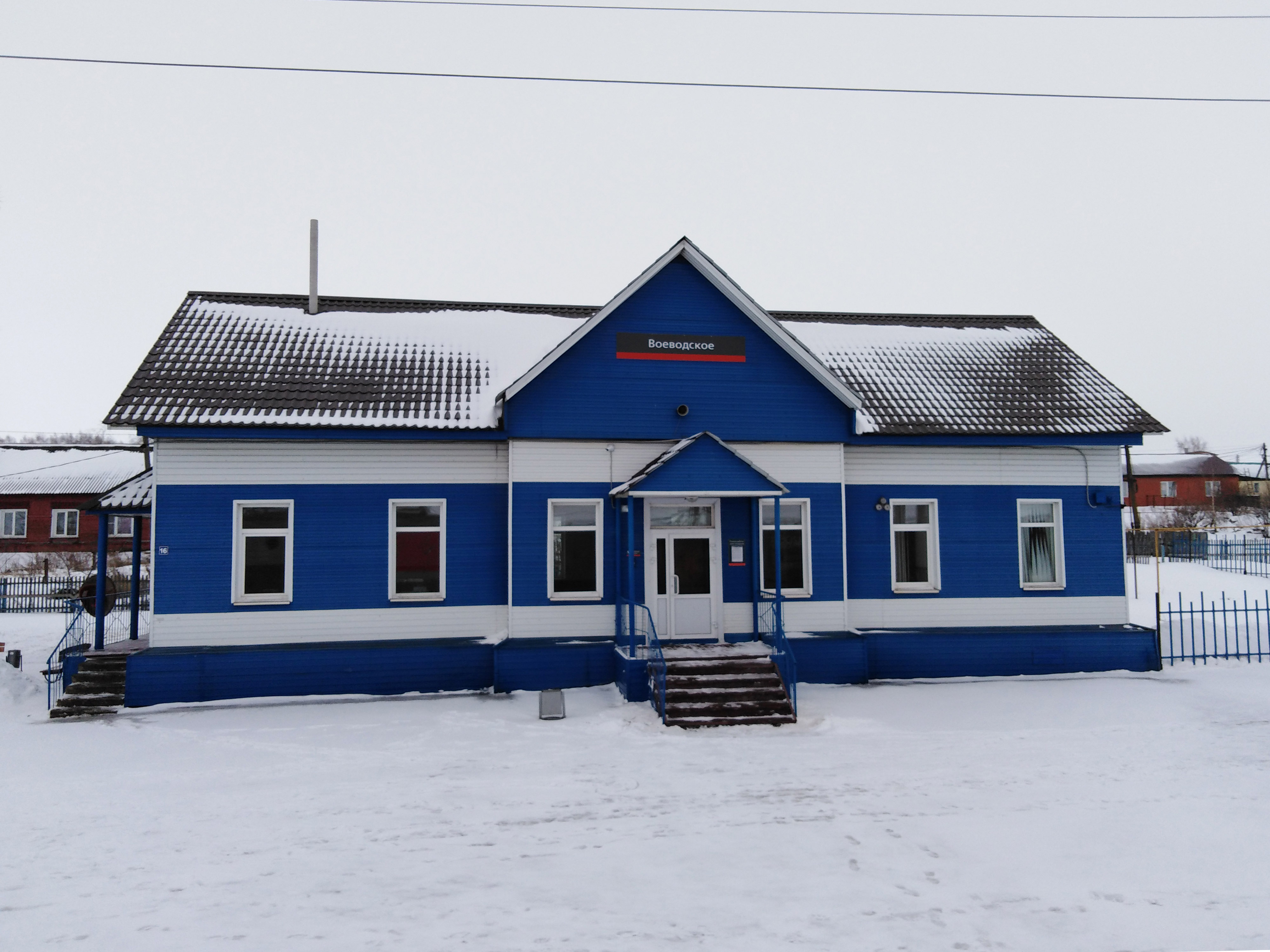
Gare de Voïevodskoïe.
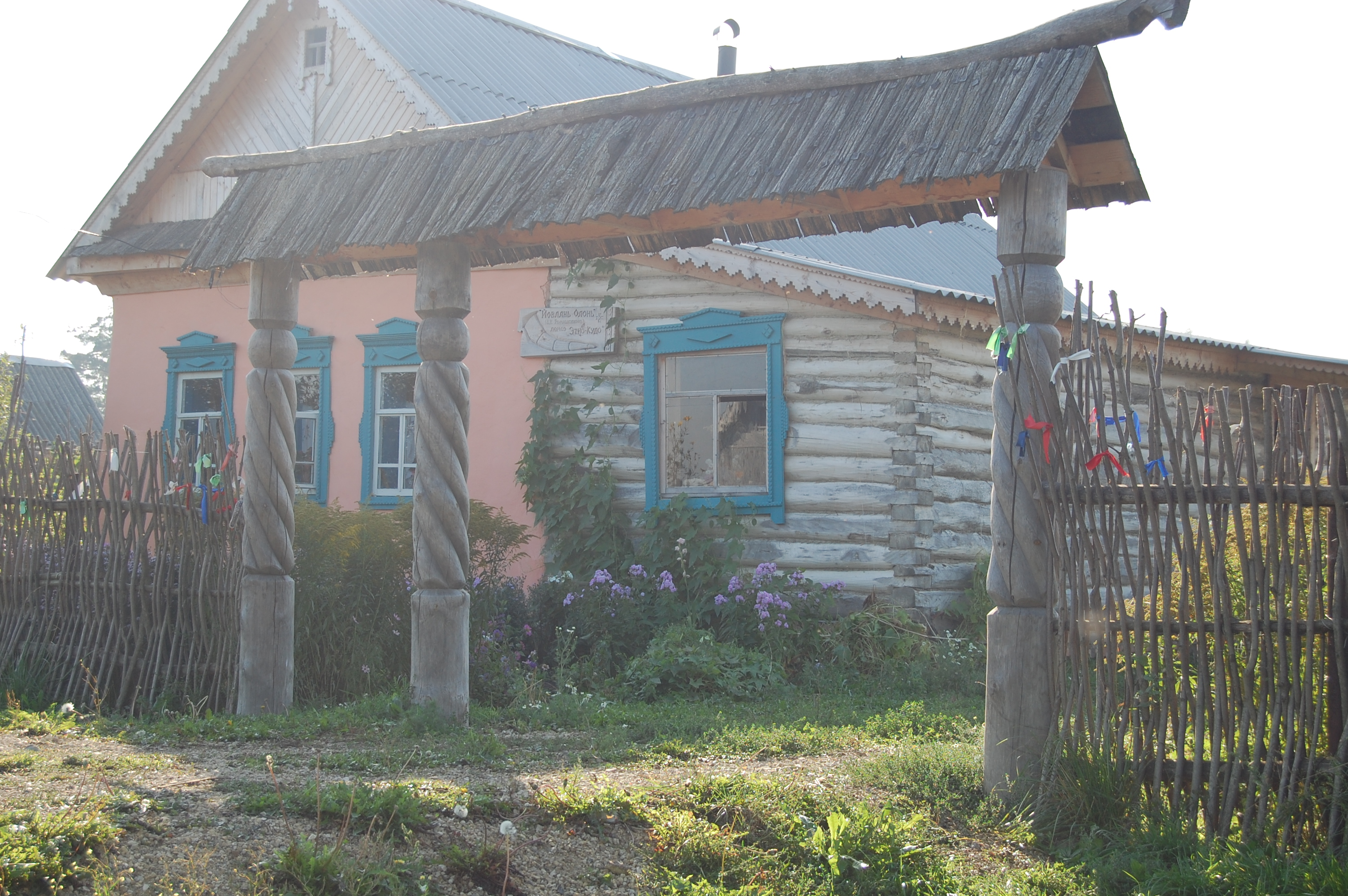
Yovlanj Olo.
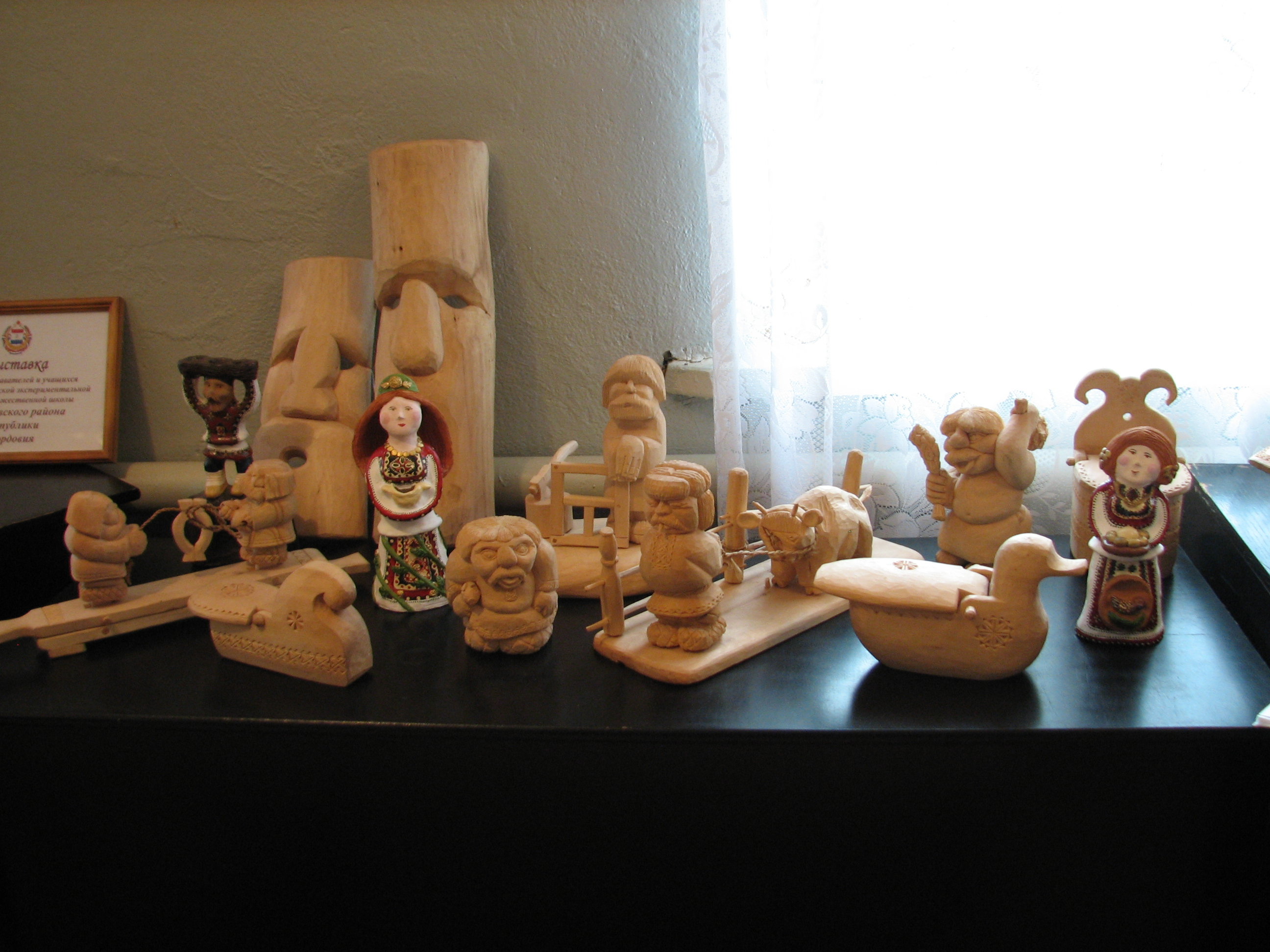
Sculptures du village de Podlesnaïa Tavla